# 坛萼马先蒿
坛萼马先蒿（学名：Pedicularis urceolata）是列当科马先蒿属的植物，为中国的特有植物。分布于中国大陆的四川等地，生长于海拔3,800米的地区，一般生长在高山草地中，目前尚未由人工引种栽培。